# هیرویوکی شیرای
هیرویوکی شیرای (انگلیسی: Hiroyuki Shirai؛ زادهٔ ۱۷ ژوئن ۱۹۷۴) بازیکن فوتبال اهل ژاپن است.
از باشگاه‌هایی که در آن بازی کرده‌است می‌توان به باشگاه فوتبال سرزو اوساکا، باشگاه فوتبال توکیو وردی، و باشگاه فوتبال شیمیزو اس-پالس اشاره کرد.
وی همچنین در تیم ملی فوتبال زیر ۲۳ سال ژاپن بازی کرده‌است.